# Tag des öffentlichen Raums
Der Tag des öffentlichen Raums wurde für den 30. Juni 2024 erstmals ausgerufen. Er ist eine jährlich durchgeführte Veranstaltung in der Schweiz, bei der an die gesellschaftliche Bedeutung des öffentlichen Raums erinnert wird und für eine Verbesserung geworben wird. Der nächste Tag des öffentlichen Raums findet am 29. Juni 2025 statt. Der Tag des öffentlichen Raums wurde vom gemeinnützigen Verein Archijeunes und der Gruppe OpenSquare initiiert. Er findet am letzten Sonntag  des Monats Juni statt. Veranstaltungen zum Tag des öffentlichen Raums werden von OpenSquare in verschiedenen Städten der Schweiz angeregt oder koordiniert. Unterstützt wird die Idee OpenSquare vom Bund Schweizer Architektinnen und Architekten, dem Fachverband Schweizer Raumplaner FSU, dem Schweizerischen Architekten und Ingenieursverein SIA, dem Bund Schweizer Landschaftsarchitektinnen und Landschaftsarchitekten, dem Schweizerischen Werkbund, Fussverkehr Schweiz, UmverkehR und Archijeunes.

## Hintergrund
Durch das Bevölkerungswachstum, die Migration, den demographischen Wandel, die zunehmende Urbanisierung und die Entvölkerung peripherer Regionen werden Städte, Agglomerationen und Dörfer immer mehr belastet. Anstelle einer weiteren Zersiedlung der Landschaft ist eine Verdichtung nach innen gefordert. Dabei kommt der Nutzung und Gestaltung des öffentlichen Raums eine zentrale Bedeutung zu. Der Tag des öffentlichen Raums bietet eine Möglichkeit, dies zu diskutieren.